# Девять жизней
«Девять жизней» (англ. Nine Lives) — фантастический рассказ американской писательницы Урсулы Ле Гуин, написанный в 1969 году. Входит в сборник «Двенадцать румбов ветра», отмеченный премией Локус в 1976 году. 
В произведении поднимаются сложные этические проблемы, связанные с клонированием людей, отношением клонов с другими людьми и друг с другом, в частности, вопрос бисексуальности. На русском языке рассказ переиздавался в различных сборниках 13 раз, суммарным тиражом более 2100 тыс. экземпляров.

## Сюжет
Действие происходит на планете Либра, непригодной для жизни человека, но богатой полезными ископаемыми. Исследователи Пью и Мартин уже много месяцев находятся на базе под защитным куполом. Им в помощь с Земли присылают клона, состоящего из десяти человек. Спустя несколько дней, пытаясь наладить добычу урана из шахты, девять частей клона погибают во время землетрясения. Пью и Мартин успевают спасти только одного клона по имени Каф и долго борются за его жизнь. В течение ночи Каф переживает девять приступов, как будто «умирает» смертями остальных клонов. Хотя физически Каф остаётся живым, не совсем ясно, что стало с его личностью.

## Персонажи

### Исследователи
- Оуэн Пью — начальник базы Либра-2, валлиец по происхождению. Когда он выказал желание работать в дальнем космосе, ему вылечили близорукость и трансплантировали искусственно выращенное легкое. Он иногда напевает валлийские песенки.
- Альваро Гильен Мартин — исследователь на базе Либра-2, лейтенант. Крепкий и загорелый мужчина.

Мартин и Пью пробыли на Либре два года, причем последние шесть месяцев только вдвоем. Иногда у них случаются трения и ссоры, неизбежные для людей, вынужденных в течение столь долгого времени находиться вдвоем на ограниченном пространстве под куполом базы, но в целом у Мартина и Пью хорошие, дружеские отношения.

### Клон
Клоны появляются из лучшего генетического материала и изначально обладают бо́льшими способностями и талантами, нежели среднестатистический человек. Одного выдающегося человека могут клонировать неограниченное количество раз, чтобы клоны могли развивать такие аспекты личности клонируемого, которые он сам не успеет за одну человеческую жизнь. Клоны одного человека, получившие схожее образование, могут объединяться в команды из 10-ти, 12-ти или иного количества человек. Эффективность такой работы спорна: с одной стороны, клоны мыслят схоже, поэтому для них нет смысла обмениваться идеями, как обычным людям, с другой, это компенсируется высоким интеллектуальным уровнем каждого из них и способностью к взаимопониманию. Считается, что клоны, состоящие из представителей обоих полов лучше функционируют. Клонирование ведется большей частью от мужского донора, так как создать клона-женщину от мужчины легче, нежели наоборот. Для этого из половины клеток удаляются мужские гены, и они возвращаются к женскому началу. Так как из клеток клонированных женщин Y-хромосома удалена, они обычно стерильны. Мужчины-клоны могут вступать в репродуктивную связь с обычными женщинами. Так же сексуальные взаимоотношения могут возникать внутри команды клонов.
Клон, прибывший на Либру, состоял из десяти человек (так называемый «десятиклон»), пяти девушек и пяти юношей. Донором ДНК для клонирования стал человек по имени Джон Чоу — биоматематик, виолончелист, подводный охотник, исследователь структурных задач и так далее. Он погиб в возрасте двадцати четырёх лет в авиакатастрофе, раньше, чем успел развить все свои таланты и воплотить в жизнь идеи. Имя Джон Чоу носит и его клон, но при этом у каждого клона есть своё персональное имя — буква еврейского алфавита. Имена мужчин: Алеф, Каф, Йод, Джимел и Самед; девушек — Садэ, Далет, Зайин, Бет и Реш. У всех клонов (и, соответственно, у Джона Чоу) были черные волосы, бронзовая кожа, нос с горбинкой, азиатские глаза и высокий рост. На момент рассказа клону 23 года. Каждый член команды получил образование как инженер Службы планетных исследований. Все клоны получили достаточную математическую подготовку в период от трех до двадцати одного года, но с двадцати одного до двадцати трех Каф и Зайн специализировались в математике, тогда как другие занимались больше геологией, горным делом, электроникой, роботикой, прикладной атомикой и так далее.